# Калинина, Юлия Михайловна
Юлия Михайловна Калинина (род. 20 ноября 1970 года; по др. данным 1960 года, Москва) — российская журналистка, политический обозреватель газеты «Московский комсомолец», политический деятель, лауреат премии «Золотое перо России» (1996).

## Биография
Юлия Михайловна Калинина родилась в 1960 году.
Окончила Московский историко-архивный институт и по распределению работала в детско-юношеской библиотеке. Затем работала младшим научным сотрудником в отделе каталогизации и библиографического описания Института научной информации по общественным наукам.

В постперестроечные времена попробовала себя как переводчик с английского языка, в московском бюро итальянской Транснациональной радикальной партии (получая высокую по тем инфляционным временам зарплату 50 долларов в месяц) и на издательских проектах американских квакеров. и на конгрессе феминисток в Дубне познакомилась с журналистами МК, Александр Будберг пригласил её сотрудничать с газетой. Редактор отдела политики Вадим Поэгли взял её в штат. После убийства Дмитрия Холодова, которого 17 октября 1994 года взорвали прямо в редакции, унаследовала от него кавказскую тему, поскольку ранее освещала грузино-абхазский конфликт. Начала посещать собрания чеченцев в Москве, углубляться в тему. В январе 1995 года впервые отправилась в командировку в Грозный, побывав в Чечне около 30 раз в 1995—1997 годах наряду с другими корреспондентами, которые работали в зоне военного конфликта вахтовым методом. Освещала освобождение заложников в Будённовске, вместе с выбранными 150 заложниками добровольно отправилась вместе с террористами Басаева в Зандак, где заложников переняли российские военные.
«Я себя ассоциировала… с женщинами, которых там встречала. С теми, кому дом разбомбили, а кого-то ранили… Я работала с их стороны. Со стороны мирного населения. Мне было все равно, кто вы, на чьей вы стороне, за что вы воюете, но почему вы воюете на головах этих женщин, почему они должны страдать из-за ваших идей отсоединения или присоединения? Может быть, моя нейтральность в этом смысле вызывала больше доверия у чеченцев». Ю. Калинина.
С началом второго этапа чеченской кампании (2000 год) журналистка перестала посещать регион по семейным обстоятельствам и начала вести в газете еженедельную колонку «Время в зеркале итогов», завоевавшую популярность.
- Журналист МК. Ведёт еженедельное обозрение «Своя рубашка».
- Профессор кафедры общей социологии Государственного Университета — Высшей школы экономики[источник не указан 1442 дня].

## Критика
- Червяков Игорь: «Яркий пример того, как черный журналист, некая Юлия Калинина из МК, раскачивает бунт»[8].
- Кирилл Логинов: Газета «Московский комсомолец» напечатала ... уточнение, в котором говорится, что интервью обозревателя «МК» Юлии Калининой с бывшим вице-премьером Республики Алтай Анатолием Банных о крушении в январе 2009 года вертолета с чиновниками, обвиняемыми в браконьерстве, «содержит элементы преувеличений и художественного вымысла»[9].

## Награды
- Медаль ордена «За заслуги перед Отечеством» II степени (11 октября 1995 года) — за заслуги перед государством и многолетний добросовестный труд[10].

Журналистские награды:
- 1996 — лауреат премии «Золотое перо России» (1996)[3].
- «За мужество и профессионализм»[когда?],
- «Лучший репортёр года»[когда?].
- Нагрудный знак [когда?] внутренних войск МВД России «За отличие в службе» I степени.
- Премия города Москвы в области журналистики (2008)[11]